# Trygodes maculifera
Trygodes maculifera är en fjärilsart som beskrevs av Louis Beethoven Prout 1936. Trygodes maculifera ingår i släktet Trygodes och familjen mätare. Inga underarter finns listade i Catalogue of Life.